# Карякины
Карякины (Корякины) — 13 неродственных русских дворянских родов.
При подаче документов (1686) для внесения рода в Бархатную книгу, была предоставлена родословная роспись Корякиных и приложены документы: правовая грамота суда по тяжбе за деревни Михайловское и Близнино Владимирского уезда (1498/99) с приложением двух купчих (1480 и 1494), ввозная грамота на поместье Мерлино с пустошами в Замыцкой волости Московского уезда (1588) и жалованная грамота царя Михаила Фёдоровича  Владимиру Афанасьевичу Корякину на его старую вотчину сельцо Михайловское (Щибарово) с деревнями и пустошами в Боголюбском стане Владимирского уезда (1624).
Этот род Карякиных внесён в VI часть дворянской родословной книги Владимирской губернии.
Четыре рода Карякиных восходят к XVII веку и внесены в VI часть родословной книги Ярославской губернии        (Гербовник, VIII, 72) и Тверской губернии.
Остальные роды Карякиных, общим числом восемь, более позднего происхождения.

## Происхождение и история рода
Шляхтич Кирило Корякович выехал, по преданию, из Польши в Россию в конце XV века. Ранние упоминания в исторических документах относятся (1480-1495), когда его сын Степан Кириллович Корякин купил у своего брата Никиты Тимофеева сына Михайловича (Биреева) с детьми Иваном и Семёном пустоши Михайловское, с селищем во Владимирском уезде. В 1588 году Корякины были уже московскими дворянами и владели деревней Мерлино с пустошами в Замыцкой волости Московского уезда. Их потомок Карякин, Владимир Афанасьевич за отличие во время «московского осадного сиденья» пожалован вотчиной (1624). 

## Описание герба
Щит разделён перпендикулярно надвое, в правой половине в голубом поле видна кисть руки, расположенной к благословению. В левой половине в красном поле серебряный меч, остриём вниз.
Щит увенчан шлемом с дворянской на нём короной. Намёт на щите голубой и красный, подложен серебром. Герб рода Карякиных внесён в Часть 8 Общего гербовника дворянских родов Всероссийской империи, стр. 72.

## Известные представители
- Корякин Владимир Афанасьевич — юрьев-польский городовой дворянин (1627—1629).
- Корякин Пётр Владимирович — московский дворянин (1658—1677).
- Корякин Никифор Владимирович — московский дворянин (1677).
- Корякины; Яков Иванович и Михаил Петрович — московские дворяне (1681—1692).
- Корякин Иван Яковлевич — московский дворянин (1692)[4].